# 海子沿乡
海子沿乡，是中华人民共和国新疆维吾尔自治区哈密市巴里坤哈萨克自治县下辖的一个乡镇级行政单位。

## 地理
海子沿乡位于巴里坤盆地西南，东邻花园乡，南依巴里坤山，西靠萨尔乔克乡、大红柳峡乡、下涝坝乡，北毗博尔羌吉镇。乡政府设在海子沿村。地势东高西低，由南向北倾斜，地势平坦，海拔1 680米。总面积2 897.35平方千米，其中耕地7.82平方千米，林地0.78平方千米，草地2 833.61平方千米。
属于大陆性冷凉干旱气候，其特点是夏季凉爽，冬季严寒。多年平均气温2.7℃，1月平均气温零下 16.9℃，极端最低气温零下 41.4℃；7 月平均气温 18.9℃，极端最高气温 35.0℃。0℃以上持续期199.3天。生长期年平均120天，无霜期年平均127天。年平均日照时数3 030.5小时。年平均降水量230.5毫米，年平均降水日数为113天。水资源主要是地面泉水和地下水。全乡共有50口泉源，地下水存储量约有300万立方米，其中能用来开发饮用的水资源约有200万立方米。共有机电井25眼，提水量182.3万立方米。

## 歷史
清乾隆年间移民屯田形成玉塘湖庄，因位于巴里坤湖畔（俗称海子）而得名。1978年，为萨尔乔克公社的尖山子大队、海子沿大队、卡子湖大队3个大队。1984年，上述3个大队组成海子沿乡。1985 年，全乡893户5458人，其中汉族255人，哈萨克族5 165人，其他少数民族38人。2010年，海子沿乡辖3个村，13个村民小组。总人口1 643户6 567人，其中哈萨克族6 515人。

## 经济
经济以牧业为主，兼营农业，有可耕地1 666.67公顷。2010年总播种面积1 042.8公顷，以种植小麦、饲用玉米、冷凉性大路蔬菜为主，粮食作物以小麦、玉米为主，总产量8 200吨，天然草场28.1万公顷。牲畜最高饲养量13.1万头只，存栏数8.36万头，出栏3.74万头。303省道贯穿全乡。2010年，全乡有3所学校，其中九年一贯制学校1所，完全小学2所。有1所乡级卫生院，3所村级卫生所，医务人员共计17人。

## 行政区划
海子沿乡下辖以下地区：
海子沿村、尖山子村和卡子湖村。